# Фарвардин
Фарварди́н (перс. فروردین‎) — первый месяц иранского календаря, состоит из 31 дня. Другое название «хамаль» (Овен). В григорианском календаре соответствует 21 марта — 20 апреля.

## Праздники
- 1—13 фарвардина — Новруз, иранский новый год
- 6 фарвардина — Зодрузе Зартушт (День рождения Заратустры)
- 12 фарвардина (1 апреля) — День Исламской Республики	(перс. روز جمهوری اسلامی)
- 13 фарвардина	(2 апреля) — День природы (перс. روز طبیعت), также известен как Сизда-бе-Бедар (سیزده‌بدر)